# Менделевій
Менделе́вій (хімічний знак — {\displaystyle {\ce {Md}}}, лат. Mendelevium) — хімічний елемент з атомним номером 101, який належить до періодичної таблиці. Нестабільний. Отримується штучно.

## Загальний опис
Відомо 15 ізотопів. Найстабільніший ізотоп 258Md живе приблизно 51 день.
Електронна конфігурація [Rn]5f13 7s2; період 7, f-блок (актиноїд). Ізотоп 256Md має період напіврозпаду 75 хвилин, утворюється при бомбардуванні Es ізотопом 4He у циклотроні. Йон Md2+ стабільний у водних розчинах.
Проста речовина — менделевій.

## Історія
Вперше синтезований в 1955 році в Університеті Берклі групою Гленна Сіборга.

## Походження назви
Названий на честь Менделєєва.

## Отримання
Для синтезу обстрілювали в циклотроні пластинку з 253Es прискореними альфа-частинками:
{\displaystyle \mathrm {^{253}_{\ 99}Es\ +\ _{2}^{4}He\ \longrightarrow \ \ _{101}^{256}Md\ +\ _{0}^{1}n} }